# Raïssa Surnatxévskaia
Raïssa Nefedovna Surnatxévskaia (rus: Раиса Нефедовна Сурначевская) (Moscou, 8 d'agost de 1922 – Dnipropetrovsk, 18 de desembre de 2005) va ser una aviadora de combat soviètica, comandant d'esquadró durant la Segona Guerra Mundial, així com una de les poques dones embarassades que han volat en combat.
L'any 1941, després de la invasió alemanya de la Unió Soviètica, es va oferir voluntària per a unir-se a un regiment d'aviació femení, fundat per Marina Raskova, i va rebre entrenament per fer volar avions caces Iàkovlev Iak-1 a l'Escola d'Aviació Militar d'Engels. Va ser assignada al 586è Regiment d'aviació de caces per a la guerra; en una missió amb Tamara Pamiatnikh, va abatre dos bombarders Junkers Ju-88 mentre patrullava un nus ferroviari, després que se li acostés una formació de 42 bombarders. Després que cadascuna abatés dos avions i Pamiatnikh intentés un tercer, la formació va girar cua sense descarregar la seva munició contra els ferrocarrils.